# Brève à dos bleu
Hydrornis soror
Espèce
Statut de conservation UICN

 LC  : Préoccupation mineure
La Brève à dos bleu (Hydrornis soror) est une espèce de passereaux de la famille des Pittidae. 

## Répartition
Cet oiseau vit au Cambodge, en Chine, au Laos, en Thaïlande et au Vietnam.